# Trigonomyia cristata
Trigonomyia cristata är en tvåvingeart som beskrevs av Peter Kolesik 1996. Trigonomyia cristata ingår i släktet Trigonomyia och familjen gallmyggor. Inga underarter finns listade i Catalogue of Life.